# Запорізький електровозоремонтний завод
ПрАТ «Запорі́зький електровозоремо́нтний заво́д» (ЗЕРЗ) — державне підприємство з ремонту електровозів на потреби залізниці. Розташоване в місті Запоріжжя (Україна). Основним замовником робіт та послуг для підприємства є ПАТ «Укрзалізниця».
Наразі завод ремонтує 11 серій рухомого складу, серед яких електровози серій ЧС2, ЧС4, ЧС7, ЧС8, ВЛ80с, ВЛ80т, ВЛ80к, ВЛ82м. Наприкінці 1990-х років завод освоїв модернізацію електровозів серії ЧС4 (із заміною кабін машиніста і обшивки кузова, рам візків, стабілізаторів та іншого обладнання), а також модернізацію електровозів ВЛ80 з їх переробкою в односекційні електровози ВЛ40у.
На заводі виконується глибока модернізація рухомого складу, якому виповнилося понад 30 років — відновлюється рухомий склад із продовженням терміну експлуатації на 15 років. ЗЕРЗ освоїв випуск більш ніж 11 тисяч запасних частин, щоб не мати проблем із ремонтом різних серій локомотивів.

## Історія
Освоєння та розвиток технологій ремонту тягового рухомого складу на Запорізькому ЕРЗ нерозривно пов'язане з багаторічною трудовою історією заводу.
17 квітня 1903 року був ухвалений проєкт будівництва Катерининських залізничних майстерень міністром шляхів сполучення, у зв'язку з будівництвом залізниці, що сполучила Криворізький рудний басейн|Кривбас та Донбас, і вже через два роки — навесні, 25 квітня 1905 року, майстерні були відкриті. Їх тодішнє призначення — капітальний ремонт паровозів та виготовлення запчастин до вагонів та паровозів. На час відкриття в майстернях працювало близько 300 осіб. На той час було споруджено 11 корпусів, в яких розташовувалися службові приміщення, центральна комора та паротягозбиральний, котельний, малярський, механічний, колісний, ковальський, ливарний цехи. На території заводу було зведено на кшталт своєї трамвайної лінії — між цехами по колії пересувався вантажний електричний візок. Наприкінці 1905 року кількість робітників значно збільшилась — до 692 осіб. 
З 1905—1914 роки Катерининськими майстернями проведено капітальний ремонт 768 паровозів. У 1920 році майстерням присвоєно статус паровозоремонтного заводу. Станом на 1932 рік Запорізьким ПРЗ було відремонтовано 289 паровозів. Випуск у 1930-х роках потужних магістральних паровозів серії ФД і СО зажадав реконструкції паровозоремонтних заводів, здатних виконати капітальний ремонт цим паровозам.
У 1958 році почалася реконструкція заводу для капітального ремонту електровозів. На базі паровозоскладального цеху був створений сучасний — складальний цех, на базі котельного — возовий, на базі тендерного — апаратний, для ремонту електричних машин — створений новий електромашинний цех, а для виробництва запчастин — цех реле.
19 лютого 1959 року заводом був відремонтований перший електровоз ВЛ22м, а 2 вересня 1959 року завод першим в СРСР був перейменований в електровозоремонтний завод. 28 грудня 1961 року на заводі відремонтований останній паровоз та повністю переведено на обслуговування електровозів.
На початку 1960-х років Запорізьким ЕРЗ освоєний ремонт електровозів серій ВЛ-19, ВЛ-23, ВЛ-60, ВЛ-61, а також ремонт чехословацьких електровозів постійного струму серій ЧС1, ЧС2, ЧС3.
У 1970-х роках Запорізьким електровозоремонтним заводом здійснено підготовку та освоєно ремонт чехословацьких електровозів змінного струму серій ЧС4, ЧС4т та електровоза постійного струму серії ЧС2Т. Ремонт цим електровозів почав виконуватися на ЗЕРЗ на початку 1980-х років, а наприкінці 1980-х років після проведення технологічної підготовки виробництва ЗЕРЗ освоєний ремонт електровозів постійного струму серії ЧС7 та змінного струму серії ЧС8.
У 1994—1995 роках, через відсутність в Україні заводів здатних здійснювати капітальний ремонт електровозів серії ВЛ-82М та серії ВЛ80, ЗЕРЗ починає освоювати ремонт цих локомотивів. З 1995 року завод виробляє ремонт електровозів ВЛ82 м, а з 1996 року — ВЛ80 всіх серій.
Наприкінці 1990-х років разом із чеською компанією «Škoda» була розроблена документація для проведення на ЗЕРЗ капітально-відновлювального ремонту з продовженням терміну служби електровоза серії ЧС4. У червні 1999 року електровоз ЧС4-209, що пройшов КРП, був відправлений для ходових випробувань в локомотивне депо Київ-Пас.
У грудні 2001 року випущений з ремонту електровоз ЧС4-082 з кузовом, повністю виготовленим на Запорізькому електровозоремонтному заводі.
У 2003 році фахівцями заводу розроблено проєкт нового кузова електровоза ЧС2, і вже у грудні 2003 року заводом здійснений капітально-відновлювальний ремонт з продовженням терміну служби електровоза ЧС2-646 для Південної залізниці з новим кузовом, спроєктованим і повністю виготовленому на ЗЕРЗ.
Освоєна модернізація вантажного електровоза ВЛ80Т в пасажирський односекційний електровоз ВЛ40. Фахівцями заводу розроблено проєкт та здійснено виготовлення нової кабіни і боковини кузова електровоза ВЛ-40 складається з понад 4000 деталей. У 2004 році заводом освоєно КРП з продовженням терміну служби електровозів ВЛ80, ВЛ82М.
У 2005 році освоєно капітальний ремонт, тягового агрегату ОПЕ1АМ без автономного живлення (2 думпкара).
У 2006 році освоєно ремонт тягового агрегату ОПЕ1 для кар'єра «Розріз Східний» (Екібастуз, Казахстан). У 2007 році підготовлено виробництво та освоєно капітальний ремонт із заміною колекторів і якірних котушок тягових двигунів ЕД-118, НБ-511. У 2008 році освоєно капітальний ремонт тягового агрегату ОПЕ1А з автономним живленням (з дизельною секцією).
Чеська компанія Škoda Auto планує налагодити спільне виробництво електровозів на базі Запорізького електровозоремонтного заводу.
У 2015 році завод уклав із Південною та Придніпровською залізницями контракти на проведення ремонтних робіт та постачання обладнання (49,8 млн гривень), а у майбутніх планах — укладення аналогічних договорів з Одеською та Південно-Західною залізницями.

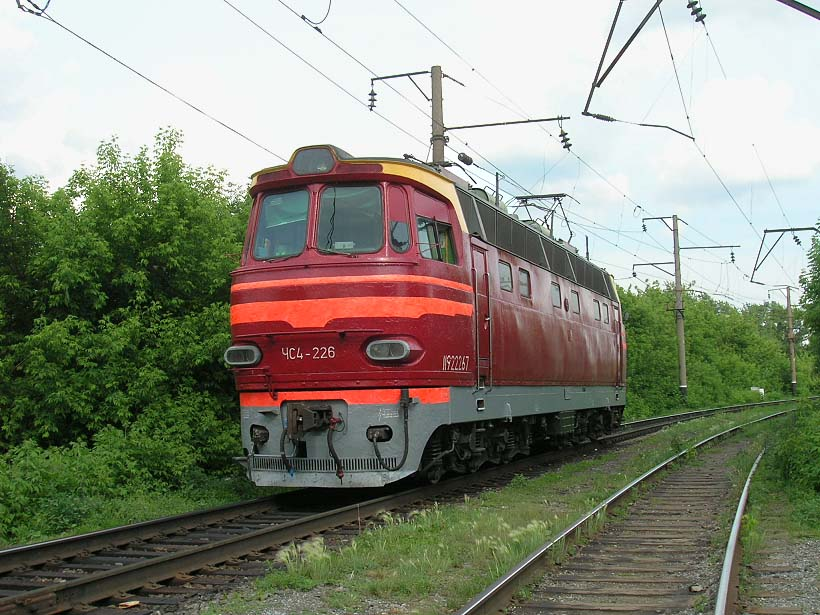
ЧС4 — одна із серій, що ремонтувалася на ЗЕРЗ
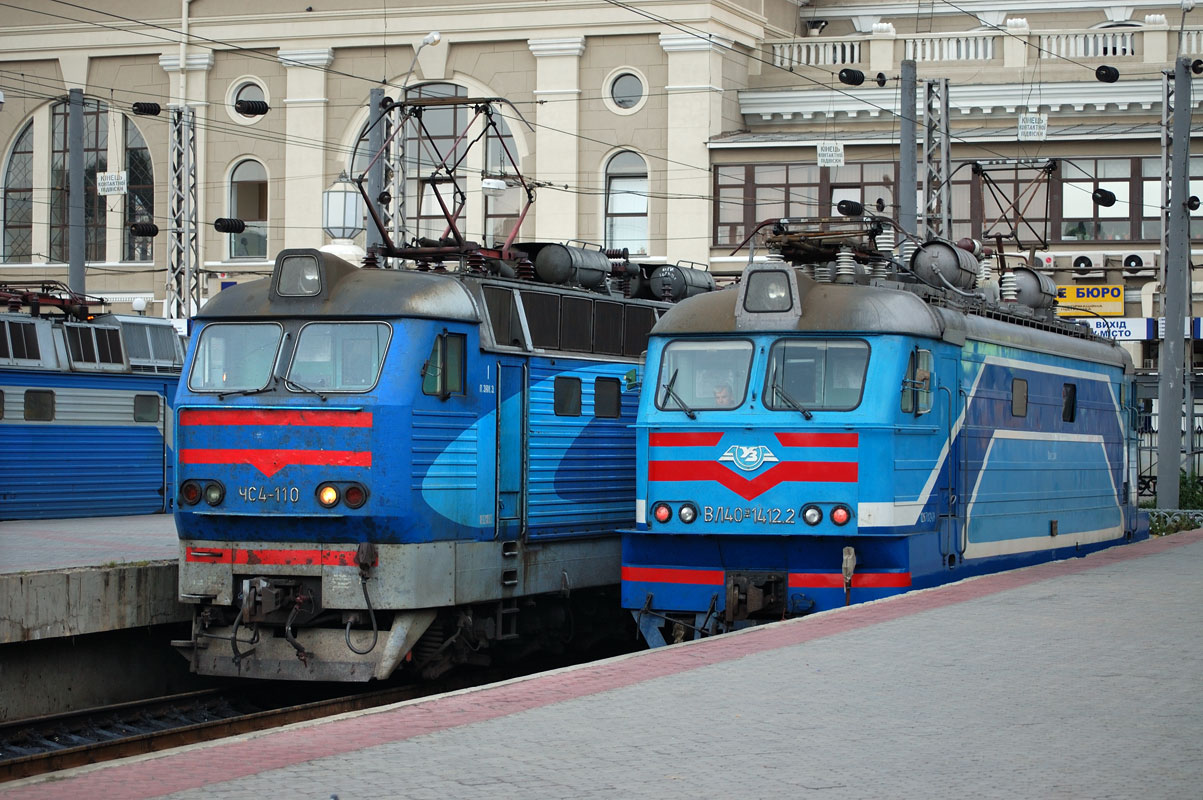
ЧС4 зі сталевим кузовом та ВЛ40У після КВР на ЗЕРЗ
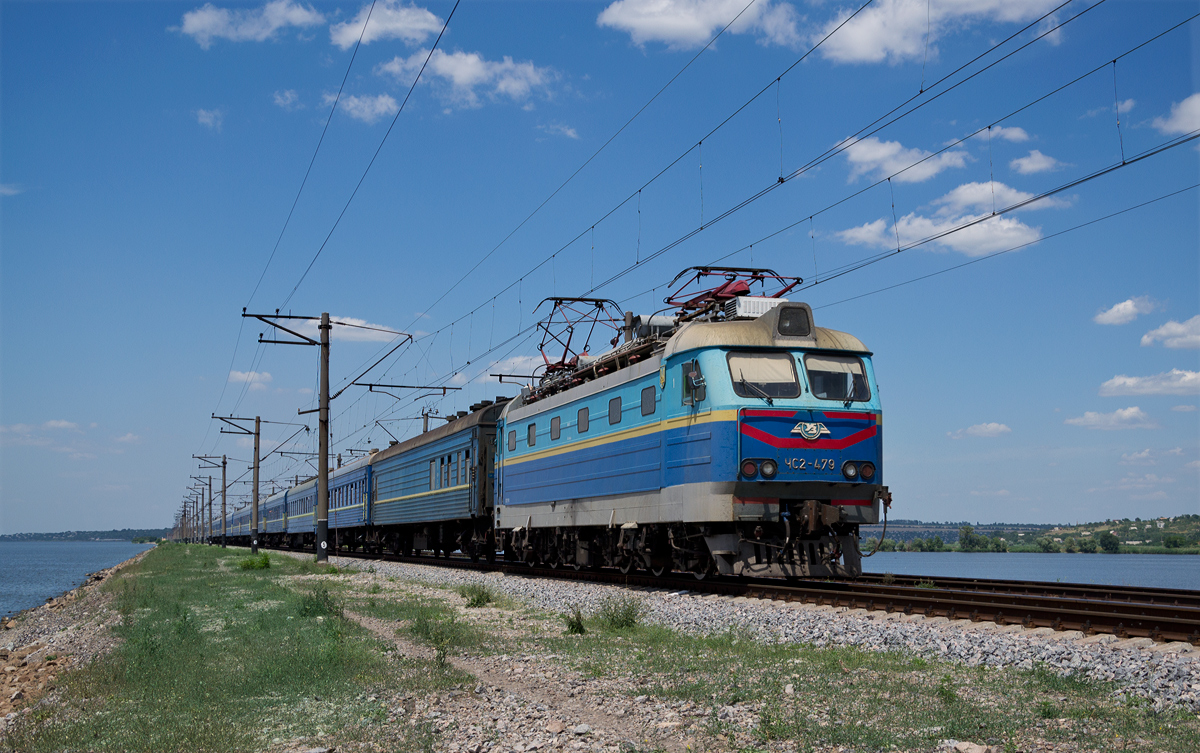
ЧС2-479, який пройшов КВР на ЗЕРЗ (2011)

1 травня 2025 року, ввечері, російські окупанти атакували шахедами підприємство ЗЕРЗ, яке зазнало суттєвих пошкоджень.

## Діяльність
У цей час завод виконує ремонти з усіма видами й обсягами наступним серіям електровозів:
- ЧС2
- ЧС4
- ЧС7
- ЧС8
- ВЛ80 та усіх модифікацій
- ВЛ40У

## Підрозділи
- Збиральний цех
- Електромашинний цех
- Апаратний цех
- Колісний цех
- Возовий цех
- Цех металоконструкцій
- Інструментальний цех
- Механічний цех
- Ковальсько-ливарний цех